# Aberdereca parva
Aberdereca parva is een hooiwagen uit de familie der Assamiidae. De wetenschappelijke naam van Aberdereca parva gaat terug op C. J. Goodnight & M. L. Goodnight.